# Pierre Chevalier (politicus)
Pierre Antoine Marie Chevalier (Brugge, 8 oktober 1952) is een Belgisch voormalig politicus voor de SP en Open Vld.

## Levensloop

### Jeugd
Pierre Chevalier studeerde in 1976 af als licentiaat in de rechten en licentiaat in de criminologie aan de Rijksuniversiteit Gent.

### Actief voor SP
Na zijn universitaire opleiding werd Chevalier van 1976 tot 2002 advocaat aan de balie van Brugge en begon zich politiek te engageren. Tijdens zijn opleiding aan de Gentse universiteit was hij reeds actief bij de trotskisten van de Revolutionaire Arbeidersliga (RAL). Terwijl hij werkzaam was als advocaat sloot hij zich aan bij de SP onder de vleugels van Frank Van Acker. Voor deze partij werd Chevalier in oktober 1982 verkozen in de Brugse gemeenteraad, waarin hij zetelde tot in 1994. Bijna drie later, in november 1985, werd hij ook verkozen tot lid van de Kamer van volksvertegenwoordigers voor het arrondissement Brugge. Hij zetelde er tot in juli 1999 en was van 1985 tot 1988 lid van de commissies Landsverdediging en Justitie en in 1988 lid van de commissie Financiën. In de periode december 1985-mei 1995 had hij als gevolg van het toen bestaande dubbelmandaat ook zitting in de Vlaamse Raad. De Vlaamse Raad was vanaf 21 oktober 1980 de opvolger van de Cultuurraad voor de Nederlandse Cultuurgemeenschap, die op 7 december 1971 werd geïnstalleerd, en was de voorloper van het huidige Vlaams Parlement. Hier was hij van 1985 tot 1988 lid van de commissie Buitenlandse en Externe Betrekkingen en van mei tot november 1988 voorzitter van de commissie Media.
In mei 1988 werd hij eerst aangesteld als fractieleider van de SP in de Kamer en vervolgens in oktober datzelfde jaar als staatssecretaris voor Onderwijs. Enkele maanden later, in januari 1989, switchte hij van mandaat en werd staatssecretaris voor Wetenschapsbeleid. Een gepeperde onkostennota voor een dienstreis naar Parijs in deze functie kostte hem het hoofd. Volgens zijn eigen zeggen betrof het echter een politieke afrekening van journalist Pol Van den Driessche. Hij nam ontslag uit de regering-Martens VIII en Erik Derycke volgde hem op 18 januari 1990 op.
Chevalier kreeg evenwel een nieuwe functie aangeboden als lid van de Parlementaire Assemblee van de Raad van Europa en lid van de Assemblee van de West-Europese Unie, twee functies die hij uitoefende tot in 1992. Na zijn ontslag als staatssecretaris ging hij in de Kamer zetelen in de commissies Landsverdediging (1990-1992), Justitie (1990-1991), Herziening van de Grondwet (1990-1991), Handels- en Economisch Recht (1990-1991) en Buitenlandse Betrekkingen (1992). In de Vlaamse Raad werd hij van 1990 tot 1992 voorzitter van de commissie Media.

### Overstap naar de VLD
Door een verschil in visie met de partijleiding van de SP over de plaats van de vrije markt in de organisatie van de economie vervreemdde de eerder sociaalliberaal ingestelde Chevalier gaandeweg van de partij. Nadat Guy Verhofstadt in september 1992 de oude liberale partij PVV omvormde tot de VLD, besloot hij over te stappen naar deze partij. Door de VLD werd hij vervolgens afgevaardigd naar de Kamercommissie Sociale Zaken en naar de commissie Cultuur in de Vlaamse Raad, waarvan hij van 1993 tot 1995 ondervoorzitter was. Van 1994 tot 1995 maakte hij tevens deel uit van de commissies Buitenlandse Betrekkingen en Herziening van de Grondwet.
Na de verkiezingen van mei 1995, waarbij de regionale parlementen voor het eerst rechtstreeks werden verkozen, opteerde Chevalier voor het federale niveau en bleef hij nog tot in juli 1999 in de Kamer zetelen. Van 1995 tot 1999 was hij voorzitter van de Kamercommissie Sociale Zaken. Ook was hij van 1998 tot 1999 bestuurder van de Liberale Mutualiteit West-Vlaanderen.
In juli 1999 werd Chevalier aangesteld tot federaal staatssecretaris voor Buitenlandse Handel in de regering-Verhofstadt I. Deze functie bekleedde hij tot in oktober 2000. 

### In opspraak en vrijgesproken
Ook in deze functie kwam hij in opspraak nadat het Zwitserse gerecht hem beschuldigde van hand-en-spandiensten aan de internationaal gezochte oplichter Jean-Claude Lacote, die via een rekening geopend door Chevalier geld doorsluisde naar verschillende buitenlandse rekeningen. Premier en partijgenoot Guy Verhofstadt dwong hem hierop in oktober 2000 tot ontslag als staatssecretaris.
Twee jaar later besloot het Zwitserse gerecht dat Chevalier toch onschuldig was en zelf ook een slachtoffer was van Lacote. Hierdoor kreeg hij een schadevergoeding van 20.000 euro. In België werd in 2001 eveneens een zaak geopend. Na een gerechtelijk onderzoek van zeven jaar stelde het Brusselse parket in mei 2008 Chevalier, Lacote en diens echtgenote Hilde Vanacker officieel in beschuldiging van witwassen van verdacht geld, schriftvervalsing en heling. In juni 2011 maakte de Brusselse raadkamer echter bekend dat Chevalier niet meer voor de rechter hoefde te verschijnen daar de feiten verjaard waren. Pas in april 2010 had het parket aan de raadkamer gevraagd Chevalier naar de rechtbank te verwijzen.
Na zijn ontslag uit de regering keerde Chevalier in oktober 2000 terug naar de Kamer, waar hij tot in mei 2003 bleef zetelen. Hij werd er voorzitter van de commissie Buitenlandse Betrekkingen.

### Derde carrière
Na zes jaar afwezigheid in de Brugse gemeenteraad stelde Chevalier zich in oktober 2000 opnieuw kandidaat bij de lokale verkiezingen en werd opnieuw verkozen in de Brugse gemeenteraad, waar hij ditmaal bleef zetelen tot in 2012. Hij was ook bestuurder van de intercommunales FINIWO en TMVW, de Brugse Maatschappij voor Huisvesting en de Maatschappij van de Brugse Zeevaartinrichtingen. In 2002 werd hij aangesteld als regeringsvertegenwoordiger bij de Conventie over de Toekomst van Europa, wat hij bleef tot in 2003. 
In mei 2003 verliet hij de Kamer en werd hij verkozen in de Senaat bij de federale verkiezingen die maand. Hij zetelde er tot in juni 2007. Als senator maakte Chevalier tot 2005 deel uit van de commissie Buitenlandse Betrekkingen en Landsverdediging en had hij tot 2006 zitting in de commissie Justitie. Bij de verkiezingen van juni 2007 was hij opnieuw kandidaat voor de Kamer, maar werd hij niet verkozen.
Van 2003 tot 2004 was Chevalier aangesteld als vertegenwoordiger van de eerste minister en minister van Buitenlandse Zaken bij de Intergouvernementele Conferentie en in 2006 was hij speciaal gezant tijdens het Belgisch voorzitterschap van de Organisatie voor Veiligheid en Samenwerking in Europa (OVSE). Van 2007 tot 2008 was hij aangesteld als speciaal gezant van de federale regering bij de VN-Veiligheidsraad. Na zijn politieke carrière stapte Chevalier in het bedrijfsleven.
In 2005 werden parlementaire vragen gesteld naar aanleiding van zijn veelvuldige reizen als speciaal gezant voor de OVSE en de daarbij horende onkostennota's. In mei 2008 werd bekend dat hij in januari dat jaar zonder medeweten van minister van Buitenlandse Zaken Karel De Gucht een topfunctie als gedelegeerd bestuurder had aangenomen bij GFI, de bedrijvengroep van George Forrest die actief was in de Congolese mijnbouw, waardoor zijn objectiviteit als Belgische gezant bij de Verenigde Naties in twijfel kon worden getrokken, aangezien België tegenover de VN-Veiligheidsraad net een speerpunt had gemaakt van de herziening van de mijnbouwcontracten in Congo. Op 11 mei 2008 nam hij ontslag bij de VN. Twee dagen later nam hij ook ontslag als Open Vld-fractieleider in de Brugse gemeenteraad. Wel bleef hij zetelen als gemeenteraadslid. Tijdens de gemeenteraadsverkiezingen van 2012 fungeerde hij als lijstduwer op de Open Vld-lijst voor de Brugse gemeenteraad. Hij werd niet verkozen. 
Chevalier bleef gedelegeerd bestuurder van GFI tot in 2011 en is sindsdien ondervoorzitter van de raad van bestuur van de bedrijvengroep.
Verder bekleedde hij een aantal bestuursmandaten:
- voorzitter van de Belgisch-Kroatische kamer van koophandel (2006-?),
- bestuurder van de bouwgroep Merckx van Erik Van der Paal (2006-2011),
- bestuurder van het Symfonieorkest van Vlaanderen (2007-?),
- bestuurder van het Vlaams-Europees Verbindingsagentschap (2008-2011),
- bestuurder (vanaf 2009) en voorzitter (vanaf 2020) van de Banque commerciale du Congo,
- directeur van het machinebouwbedrijf New Lachaussée in Herstal (vanaf 2008),
- bestuurder van GRELKA, een producent van biologisch rundsvlees in Congo verbonden aan GFI (vanaf 2017),
- bestuurder van Sixlegs, een start-up tussen GFI, de Universiteit Luik en Gembloux Agro-Bio Tech om voedingsproducten op basis van insecten te ontwikkelen en te produceren (2016-2018),
- bestuurder van de commerciële luchtvaartmaatschappij Air Belgium (2019-2020),
- bestuurder van Louisa Bracq, een Franse producent van vrouwenlingerie (vanaf 2018),
- voorzitter van de kristal- en glasfabriek Val-Saint-Lambert in Seraing (vanaf 2018).[13]

Hij was lid van de Reguliere Grootloge van België van 1997 tot 2000.